# تپه ونوس
تپهٔ ونوس (به انگلیسی: Mons pubis) بافتی تپه‌گونه، متشکل از چربی است که در ناحیهٔ جلوی استخوان شرمگاهی یا شرمگاه و بالای واژن زنان قرار دارد. این جز، بخشی از اندام جنسی زنانه است. تغییر اندازه این ناحیه، بستگی به ترشح هورمون‌ها و میزان توزیع چربی در بدن دارد. این ناحیه پس از بلوغ جنسی، بزرگ می‌شود و همچنین با رویش موهای ضخیم که موی تناسلی نام دارند، پوشیده می‌شود.
تپه ونوس، وظیفهٔ حفاظت از استخوان شرمگاهی، در مقابل زدن ضربات شریک جنسی در هنگام آمیزش را به عهده دارد. تپه ونوس، به سمت پایین، به دو لبه بزرگ تقسیم می‌شود. این لبه‌ها، کلیتوریس، واژن و دیگر بخش‌های دستگاه تناسلی زن را احاطه کرده‌است. بافت چربی تپه ونوس، به هورمون استروژن حساس است. به همین دلیل، در آغاز بلوغ، این بخش از بدن زنان با برجسته شدن، از بخش‌های هم‌جوارش متمایز می‌شود.

## کالبدشناسی
برای زنان لاغر، تپه ونوس قسمت بالایی فرج را تشکیل می‌دهد. در دو طرف شیار معروف به شکاف پودندال که لبه‌های کوچک، کلیتوریس، مجرای ادرار، دهانه واژن و دیگر ساختارهای دهلیز فرج را احاطه کرده است، به لبه‌های بزرگ تقسیم می‌شود.
اگرچه تپه ونوس در مردان و زنان وجود دارد، اما در زنان بزرگ‌تر است. بافت چربی به استروژن حساس است و باعث می‌شود با شروع بلوغ زنان، تپه تشکیل شود. این اتفاق، قسمت جلویی لبه‌های بزرگ را به بیرون و از استخوان شرمگاهی دور می‌کند. این تپه نیز با موی تناسلی پوشیده می‌شود. اغلب با کاهش استروژن بدن که در دوران یائسگی تجربه می‌شود، کمتر برجسته می‌شود.

## جامعه و فرهنگ
اگر چه تپه ونوس بخشی از اندام تناسلی خارجی نیست، اما می‌توان آن را به عنوان یک ناحیهٔ شهوت‌خیز در نظر گرفت و در بسیاری از فرهنگ‌ها، تپه ونوس را اروتیک می‌دانند. در طول تاریخ، برداشتن کامل یا جزئی موهای ناحیهٔ تناسلی در بسیاری از جوامع رایج بوده‌است، و اخیراً در دنیای غرب رواج یافته است. برداشتن تمام موهای تناسلی در دهه گذشته عمدتاً به دلیل فشارهای اجتماعی و ترجیحات شخصی به یک عمل رایج تبدیل شده‌است. چندین روش حذف رایج از جمله اصلاح و اپیلاسیون، مانند موم برزیلی وجود دارد.
در بعضی از مواقع برای زیبایی آن، تپه ونوس فراتر از حذف موهای زائد، قرار می‌گیرد. به همین ترتیب، جراحی پلاستیک انجام می‌شود که شکل تپه‌ را به یک ایده‌آل مطلوب تغییر می‌دهند. ایده‌آل‌های مورد نظر ممکن است تحت تأثیر ترجیحات شخصی، هنجارهای فرهنگی فعلی یا فشارهای اجتماعی قرار گیرند.
برای افزایش جذابیت زیبایی این ناحیه، عمل‌هایی صورت می‌گیرد که عبارتند از: هانابیرا (زخم‌آرایی)، یا سوراخ‌هایی مانند سوراخ‌کاری کریستینا یا نفرتیتی. خالکوبی مرکب سنتی نیز در این منطقه و همچنین طرح‌های موقت حنا رایج است.

## نگارخانه

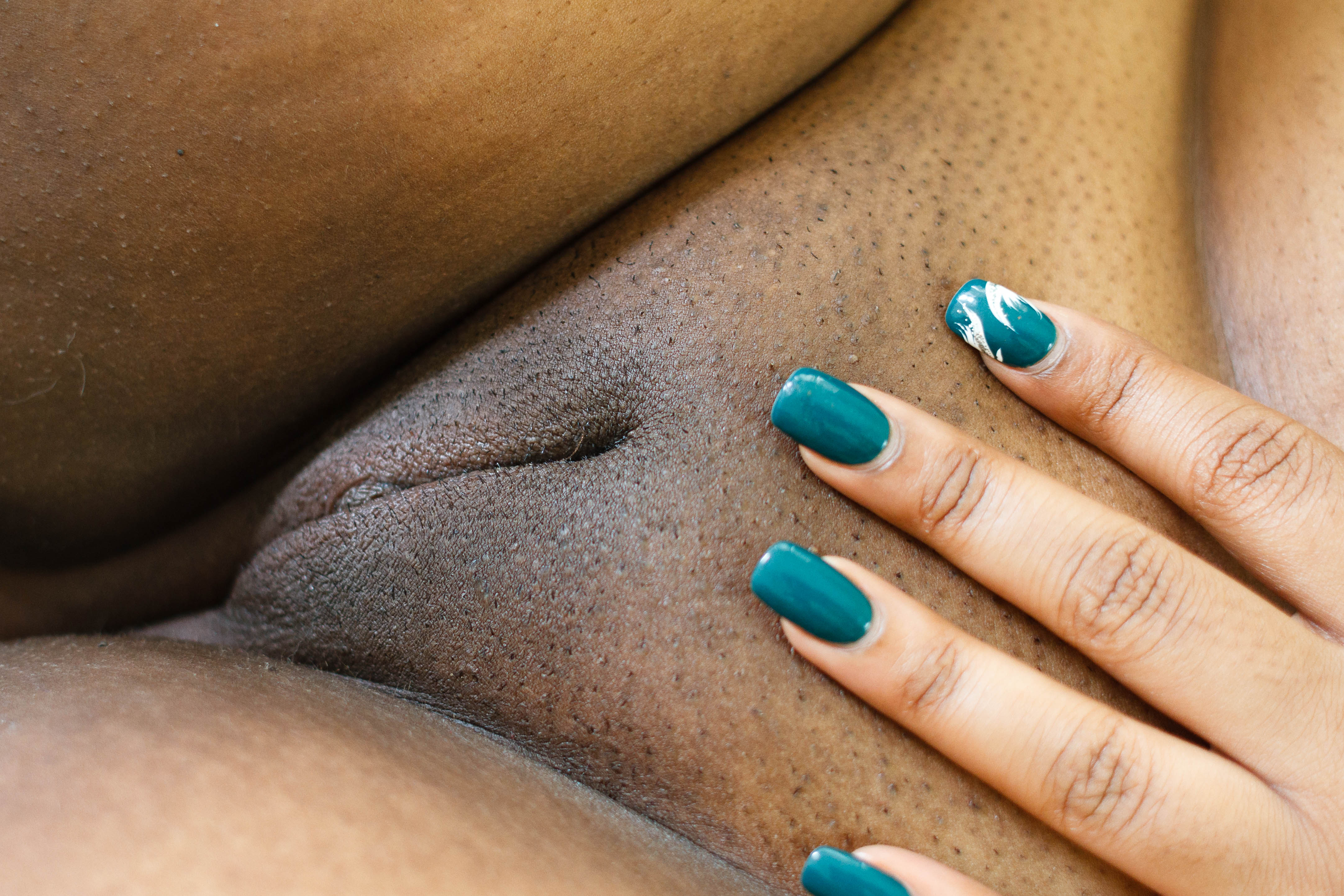
تپه ونوس از نمایی نزدیک
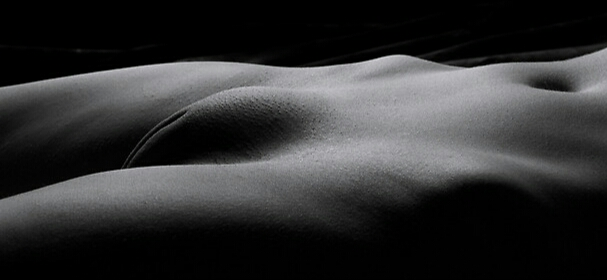
تپه ونوس در قالب عکاسی اروتیک
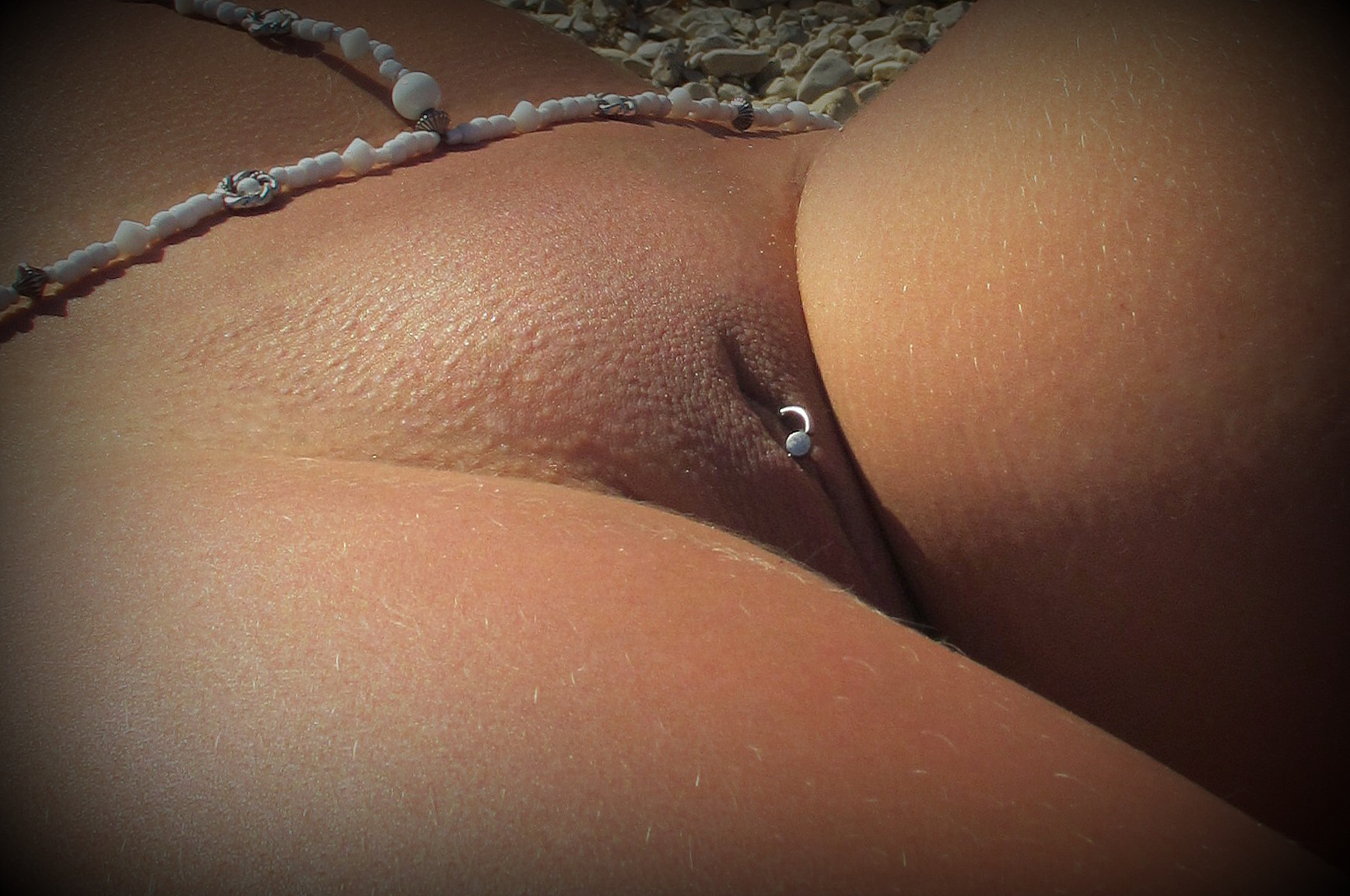
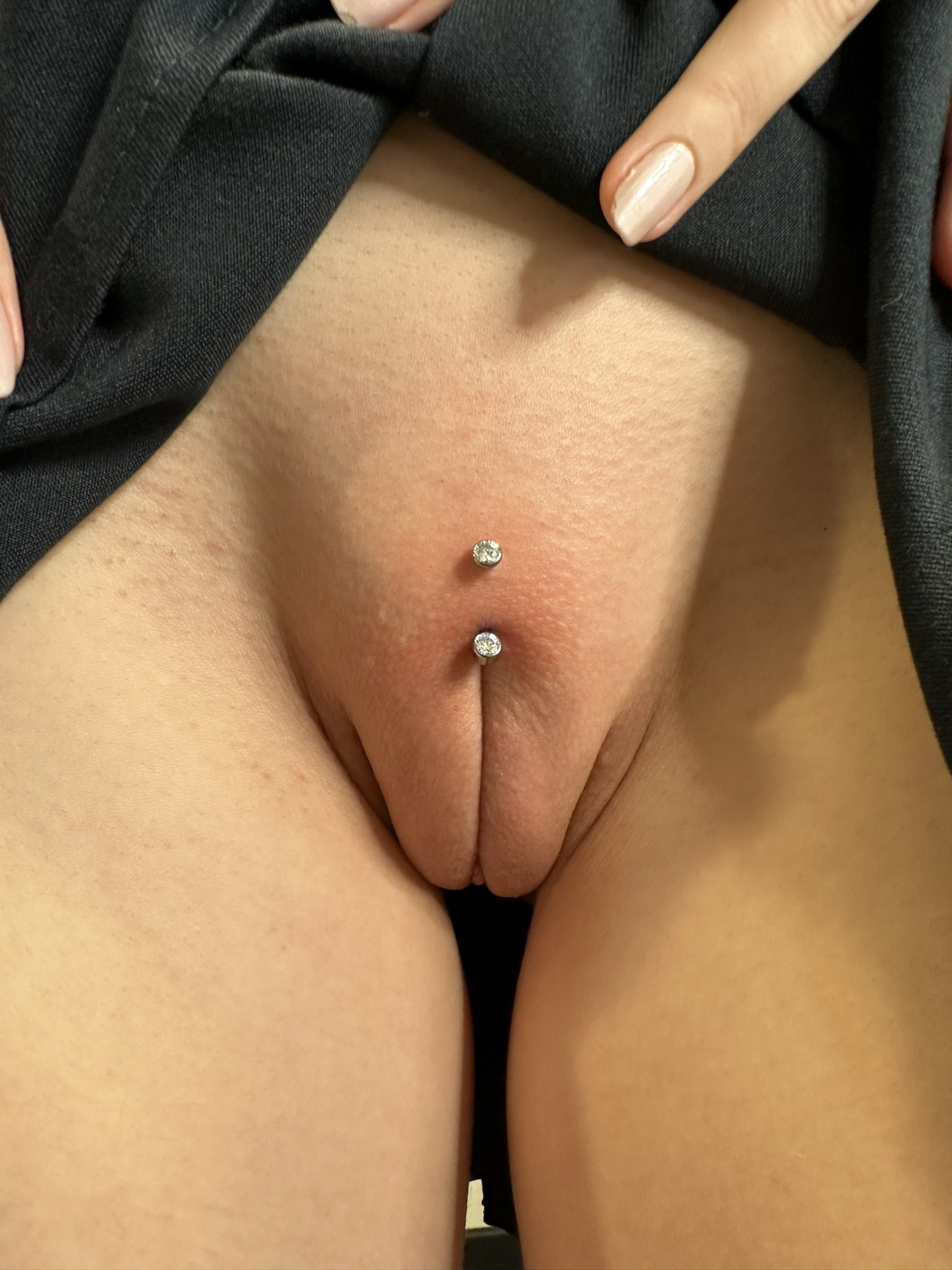
سوارخ کاری تپه ونوس